# Christian Axel Jensen
Christian Axel Jensen (født 1. august 1878 i København, død 19. januar 1952 sammesteds) var en dansk historiker og kunsthistoriker, museumsinspektør ved Nationalmuseet 1918-1948 og leder af Københavns Bymuseum 1915-1952. Hans faglige produktion var stor, og han var en pionér inden for sikringen og bevaringen af historiske genstande fra middelalder og nyere tid.
Jensen var søn af grosserer Chr. A Jensen, blev student fra Metropolitanskolen 1896 og mag.art. fra Københavns Universitet 1903. Dernæst var han volontør ved Nationalmuseets 2. afd. 1896, assistent 1903 og inspektør 1918-48, tilsynshavende ved Dansk Folkemuseum 1910-20, ved provinsmuseerne 1921-49 og inspektør (leder) for Københavns Bymuseum fra 1915 til sin død.
I 1930'erne deltog han i opstartsfasen af mammutprojektet Danmarks Kirker, der stadig pågår. Desuden bidrog han til Salmonsens Konversationsleksikon og Weilbachs Kunstnerleksikon og var medredaktør af Fortid og Nutid.
Han var Ridder af Dannebrog (1931) og Dannebrogsmand (1946), medlem af bestyrelsen for Dansk Historisk Fællesforening fra 1920, Selskabet til Udgivelsen af danske Mindesmærker fra 1921, Handels- og Søfartsmuseet fra 1928, Dansk kulturhistorisk Museumsforening fra 1929, Selskab for Staden Københavns Historie og Topografi fra 1936, Liselund-Museet fra 1938 og Stiftelsen Bakkehuset fra 1939, formand for Skandinavisk Museumsforbunds danske afd. fra 1945, medlem af Det kongelige danske Selskab for Fædrelandets Historie fra 1937 og af Selskabet for dansk Kulturhistorie fra 1937. Han blev æresmedlem af Foreningen til norske Fortidsminders Bevaring 1945, Skandinavisk Museumsforbund og Køge Museum 1948.
Han blev gift 8. oktober 1912 med Karen Liisberg (10. marts 1889 i København – 30. december 1972 i Hillerød), datter af brandchef Emil Liisberg.
Han er begravet på Assistens Kirkegård.

## Hovedværker
- Danmarks Snedkere og Billedsnidere i Tiden 1536-1660, 1911.
- Stilarternes Historie, 1912.
- (sammen med Louis Bobé): Liselund, 1918.
- Ruinerne under Christiansborg, Chr. Backhausens Bogtrykkeri 1924.
- Gjorslev, 1924.
- Dansk Bindingsværk, 1933.
- Danske adelige Gravsten fra Sengotikens og Renaissancens Tid, 1951-53.